# デイビッド・ブラウン (宇宙飛行士)
デイビッド・マクドウェル・ブラウン（David McDowell Brown、1956年4月16日 - 2003年2月1日）は、アメリカ海軍の大佐、アメリカ航空宇宙局の宇宙飛行士である。初めての宇宙飛行であるSTS-107のミッションで、大気圏再突入の際に発生したコロンビア号空中分解事故により死去した。ブラウンは1996年に宇宙飛行士になったが、STS-107の前にミッションに就いたことはなかった。

## 教育
- 1974年:バージニア州アーリントン郡のヨークタウン高校を卒業
- 1978年:ウィリアム・アンド・メアリー大学で生物学の学士号を取得
- 1982年:東バージニア医科大学で医学の博士号を取得

## 軍事のキャリア
ブラウンは、サウスカロライナ医科大学でのインターンを経てアメリカ海軍に入隊した。1984年に航空医官としての訓練を終了すると、彼はアラスカ州アダクの海軍支部病院で勤めた。その後航空母艦カール・ヴィンソンで西太平洋に展開した。航空医官として勤務していた1988年、航空医官としては10年ぶりとなるパイロットへの転換訓練者に選抜された。彼は1990年にテキサス州ビービルで海軍飛行士に任命された。ブラウンはその後、A-6の訓練と資格取得に派遣された。1991年からは、ネバダ州ファロンの海軍攻撃航空戦センターで教官として働いた。さらに、彼はF/A-18の資格を取り、1992年にインディペンデンスで日本に展開し、A-6やVFA-115で飛行した。1995年からは、彼は航空医官としてテストパイロット学校に勤務し、T-38等で飛行した。
ブラウンは2700時間以上の飛行経験を有し、そのうち1700時間は軍用飛行機でのものだった。彼は、NASAで初めてのT-38操縦資格保持者だった。
彼は連邦通信委員会からアマチュア無線の免許を受けており、コールサインはKC5ZTCである。

## NASAでのキャリア
ブラウンは1996年にNASAの宇宙飛行士の候補に選ばれ、8月からジョンソン宇宙センターで訓練を始めた。彼は2年間の訓練と評価を経て、ミッション・スペシャリストの資格を得た。最初は国際宇宙ステーションのペイロードの開発の補助に携わり、その後宇宙飛行士のサポートに携わった。ブラウンはSTS-107で15日と22時間20分宇宙に滞在した。

## 宇宙飛行経験
コロンビア号によるSTS-107で2003年1月16日から2月1日まで宇宙飛行を行った。16日間の飛行では科学実験を行った。2交代制で1日24時間働き、乗組員は約80の実験を行った。STS-107のミッションは、2003年2月1日、予定された着陸の16分前に大気圏再突入に失敗して終了した。

## 記念
- 小惑星番号51825デイビッド・ブラウン
- フロリダ工科大学のブラウン・ホール